# VST-Einheitstrolleybus
Der VST-Einheitstrolleybus war eine nach einheitlichen Konstruktionsprinzipien hergestellte Schweizer Trolleybus-Baureihe. Die zusammen 119 Wagen basierten auf einem 1971 vom Verband Schweizerischer Transportunternehmungen (VST) vorgestellten Konzept für landesweit einsetzbare Standardfahrzeuge, vergleichbar dem Schweizer Standardtram aus den 1940er Jahren. Als Nachfolger der hier behandelten Baureihe und der mit ihr verwandten Serien gelten die ab 1987 gebauten Typen NAW/Hess BGT 5-25 und BT 5-25 sowie der 1991 vorgestellte Hess Swisstrolley. 

## Gemeinschaftsbestellung
Bereits in den 1960er Jahren gab es erste Vereinheitlichkeitsbestrebungen im Schweizer Trolleybusbau. Aus dieser Zeit stammt der in 50 Exemplaren für vier Städte hergestellte APG-Trolleybus, der wiederum auf dem GTr51 von 1957 basierte. Nach den positiven Erfahrungen mit diesen beiden Typen folgte 1971 der Entscheid zur Beschaffung des VST-Einheitstrolleybusses. Er wurde in den Jahren 1974 bis 1977 produziert und nach Basel, Bern, Genf, Lausanne, Neuenburg und Zürich geliefert. Es handelte sich um die bis dahin schweizweit grösste Gemeinschaftsbeschaffung verschiedener Trolleybusbetriebe. Der VST-Einheitstrolley ersetzte dabei überwiegend die veralteten Fahrzeuge, die zur jeweiligen Betriebseröffnung während und nach dem Zweiten Weltkrieg beschafft wurden. Chassishersteller war FBW, die elektrische Ausrüstung lieferte eine Arbeitsgemeinschaft aus BBC und SAAS zu. Die Fahrzeugaufbauten wiederum stammten von Hess, Ramseier & Jenzer, Gangloff oder Tüscher. Es handelte sich in allen Fällen um eine – damals neuartige – geschweisste Aluminium-Karosserie in Grossprofilbauweise. Unterschiede bestanden hingegen bei der Frontgestaltung, die Berner Fahrzeuge wiesen als Besonderheit ausserdem Klapptrittstufen auf. 
Die zusammen 101 Gelenkwagen – die anders als die Vorgängerbaureihen GTr51 und APG alle einmotorig waren – und 18 Solowagen verteilten sich wie folgt auf die sechs Betriebe, der Stückpreis betrug beim Gelenkwagen 546.000 Schweizer Franken:  
| Unternehmen | Netz      | Art                       | Typ           | Stück | Nummern                       | Baujahre  | Abbildung |
| ----------- | --------- | ------------------------- | ------------- | ----- | ----------------------------- | --------- | --------- |
| BVB         | Basel     | Gelenk                    | 91 GTS        | 10    | 911–920                       | 1975      |           |
| SVB         | Bern      | Gelenk                    | 91 GTL 91 GTL | 26 06 | 30–55 56–61                   | 1974 1977 |           |
| CGTE        | Genf      | Gelenk                    | 91 GTS        | 18    | 631–648                       | 1975      |           |
| TL          | Lausanne  | Solo (teils mit Anhänger) | 91 T          | 18    | 701–718                       | 1975–76   |           |
| TN          | Neuenburg | Gelenk                    | 91 GTS        | 10    | anfangs 51–60, später 151–160 | 1976      |           |
| VBZ         | Zürich    | Gelenk                    | 91 GTL        | 31    | 70–100                        | 1974–75   |           |

Das T in der Typenbezeichnung stand für Trolleybus. Das Kürzel GTL entsprechend für Gelektrolleybus mit Lenkachse, das heisst die dritte Achse war zwangsgelenkt, GTS analog dazu für Gelektrolleybus mit Starrachse. Die Zürcher Wagen trugen ausserdem den Beinamen Jumbo. Lausanne beschaffte Solowagen, weil das Unternehmen im Winterbetrieb auf den dort vorhandenen steilen Streckenabschnitten Anhängerzüge gegenüber Gelenkwagen im Vorteil sah. Da die sechs Berner Wagen des Baujahrs 1977 einer Nachbestellung entstammten, werden sie in manchen Quellen nicht mehr dem VST-Einheitstrolleybus zugerechnet.  
72 Fahrzeuge waren dabei anfangs in der sogenannten VST-Einheitslackierung in orange und weiss lackiert. Darunter die Wagen für Basel, Genf, Lausanne und Neuchâtel sowie 16 der Berner Wagen. In der Schweiz sind mittlerweile keine Fahrzeuge dieser Baureihe mehr im Einsatz. Nach ihrer Ausrangierung gelangten einige in die rumänischen Städte Brașov, Ploiești – wo sie sich teils noch im Einsatz befinden – sowie zum 2009 stillgelegten Betrieb in Sibiu. Ein weiteres Exemplar kam zum chilenischen Oberleitungsbus Valparaíso, ist aber bereits ausser Betrieb.  
Der Berner Wagen 55 befand sich 1976 zu Vorführfahrten beim Oberleitungsbus Arnheim und beim Oberleitungsbus Solingen, zu einem Exportauftrag kam es dennoch nicht. Heute ist er in der Obhut des Obus-Museums Solingen. Weitere Vorführfahrten fanden schon 1974 beim Oberleitungsbus Vancouver und in Seattle statt.

## Verwandte Bauserien
Über die Gemeinschaftsbestellung hinaus entstanden zwischen 1975 und 1990 einige weitere Serien, die konstruktiv mehr oder weniger mit dem VST-Einheitstrolley verwandt sind. Da sie sich aber in zahlreichen gestalterischen und technischen Details unterscheiden, werden sie nicht mehr zu den VST-Einheitstrolleybussen gezählt. Darunter auch zweimotorige Gelenkwagen und Fahrzeuge, an denen ausser den bereits bekannten Herstellern weitere Unternehmen beteiligt waren. Neben Nachbauten für Bern, Genf, Lausanne und Neuenburg wurden dabei auch Biel/Bienne, La Chaux-de-Fonds, Freiburg im Üechtland, Lugano, Luzern, Schaffhausen, St. Gallen, Winterthur und das norwegische Bergen beliefert: 
| Unternehmen    | Netz              | Art                       | Hersteller                        | Elektrik                  | Typ           | Stück | Nummern                       | Baujahre        | Abbildung |
| -------------- | ----------------- | ------------------------- | --------------------------------- | ------------------------- | ------------- | ----- | ----------------------------- | --------------- | --------- |
| SVB            | Bern              | Gelenk                    | Volvo / Ramseier & Jenzer         | BBC-Sécheron              | B10M-55       | 05    | 62–66                         | 1985            |           |
| VB             | Biel/Bienne       | Solo                      | FBW / Ramseier & Jenzer           | SAAS                      | 91 T          | 07    | 11–17                         | 1980            |           |
| VB             | Biel/Bienne       | Gelenk                    | Volvo / Ramseier & Jenzer         | BBC-Sécheron              | B10M-55       | 12    | 61–72                         | 1985–89         |           |
| Bergen Sporvei | Bergen            | Solo                      | Volvo / Hess                      | SAAS                      | B58           | 03    | 321–324                       | 1978            |           |
| tpf            | Freiburg          | Solo                      | Volvo / Hess                      | SAAS                      | B58           | 02    | anfangs 41–42, später 341–342 | 1981            |           |
| TC             | La Chaux-de-Fonds | Solo                      | FBW / Hess / Haag                 | SAAS                      | 91 T          | 08    | 101–108                       | 1978–82         |           |
| TPG            | Genf              | Gelenk                    | Saurer / Hess                     | BBC-Sécheron              | GT 560/620-25 | 12    | 663–674                       | 1982–83         |           |
| TL             | Lausanne          | Solo (teils mit Anhänger) | FBW / Hess NAW / Lauber           | BBC-Sécheron BBC-Sécheron | 91 T 91 T     | 30 42 | 721–750 751–792               | 1981–84 1986–90 |           |
| ACTL           | Lugano            | Solo                      | Volvo / Hess                      | SAAS                      | B58           | 04    | 118–121                       | 1974            |           |
| ACTL           | Lugano            | Gelenk                    | Volvo / Hess                      | SAAS                      | B58           | 04    | 122–125                       | 1975            |           |
| VBL            | Luzern            | Gelenk                    | Volvo / Hess                      | Siemens                   | B58           | 14    | 165–178                       | 1975            |           |
| TN             | Neuenburg         | Gelenk                    | FBW / Hess                        | BBC-Sécheron              | 91 GTS        | 12    | 161–172                       | 1983–84         |           |
| VBSH           | Schaffhausen      | Gelenk                    | Volvo / Hess                      | Siemens                   | B58           | 01    | 106                           | 1975            |           |
| VBSG           | St. Gallen        | Gelenk                    | Saurer / Hess                     | BBC-Sécheron              | GT 560/620-25 | 11    | 101–111                       | 1984            |           |
| VW             | Winterthur        | Gelenk                    | Saurer / Hess Saurer / Frech-Hoch | Strömberg Strömberg       | GT 560/640-25 | 01 10 | 121 122–131                   | 1978 1982–83    |           |

Die elektrische Ausrüstung der Wagen für La Chaux-de-Fonds stammte dabei aus abgebrochenen Genfer Wagen. Die letzten Einheitstrolley-Nachbauten in der Schweiz befanden sich bis Mai 2021 in Lausanne im Einsatz. Darüber hinaus gab es auch zahlreiche Autobusse mit dieser Einheitskarosserie.